# Vila Nova de Famalicão
Vila Nova de Famalicão (portugisiskt uttal: [ˈvilɐ ˈnɔvɐ ðɨ fɐmɐliˈkɐ̃w]
 ( lyssna)) är en stad och kommun i norra Portugal, 18 km sydost om Braga.
Staden har 23 230 invånare (2021) och är huvudorten i kommunen.
Kommunen har 133 832 invånare (2020) och en yta på 202.00 km². Den ingår i distriktet Braga och är också en del av Nuts 2-regionen Norra Portugal (Região do Norte). 
Den består av 34 kommundelar (freguesias).

## Ortnamnet
Ortnamnet Famalicão härstammar från latinets [Villa] Famellicani (”Famelicanos gård”).

## Sport

### Idrottsföreningar
Klubben FC Famalicão, vanligen kallat Famalicão, har ett fotbollslag som spelar i Primeira Liga.

## Freguesias
Vila Nova de Famalicão är indelat i 34 freguesias:
- Antas e Abade de Vermoim
- Arnoso (Santa Maria e Santa Eulália) e Sezures
- Avidos e Lagoa
- Bairro
- Brufe
- Carreira e Bente
- Castelões
- Cruz
- Delães
- Esmeriz e Cabeçudos
- Fradelos
- Gavião
- Gondifelos, Cavalões e Outiz
- Joane
- Landim
- Lemenhe, Mouquim e Jesufrei
- Louro
- Lousado
- Mogege
- Nine
- Pedome
- Pousada de Saramagos
- Requião
- Riba de Ave
- Ribeirão
- Ruivães e Novais
- Santa Maria de Oliveira
- São Martinho do Vale
- São Mateus de Oliveira
- Seide
- Vale (São Cosme), Telhado e Portela
- Vermoim
- Vila Nova de Famalicão e Calendário
- Vilarinho das Cambas